# Weihmichl
Weihmichl es un municipio situado en el distrito de Landshut, en el estado federado de Baviera (Alemania). Tiene una población estimada, a fines de 2020, de 2536 habitantes.
Está ubicado en el centro del estado, en la región de Baja Baviera, cerca de la orilla del río Isar —un afluente derecho del Danubio—.